# Miss Amanda Jones
"Señorita Amanda Jones" es una canción escrita por Mick Jagger y Keith Richards para el álbum de The Rolling Stones Between the Buttons, que fue lanzado a principios de 1967.

## Inspiración
Es posible que la canción fuese inspirada por Amanda Lear, una cantante y modelo francesa, quien fue amiga de Brian Jones .  Philippe Margotin y Jean-Michael Guesdon en su libro The Rolling Stones: All the Songs, consideran que la canción es el prototipo del sonido de los Rolling Stones de principios de los años setenta, con la combinación de las voces de Jagger y Richard y el "riff rítmico". 
Amanda Jones, interpretado por Lea Thompson en la película Some Kind of Wonderful de 1987, recibió el nombre de esta canción.  La película presenta una versión de la canción "Miss Amanda Jones", grabada ese año por The March Violets, la que Ira Robbins describe como "increíblemente pegajosa". 

## Recepción
Billboard describió a la canción junto con " Cool, Calm and Collected " como "sobresaliente" y parte del "paquete ganador".  Tim Dowly en su libro The Rolling Stones de 1983 describió la canción como un "fast rocker". 

## Personal
Los Rolling Stones
- Mick Jagger – voz
- Keith Richards – coros, guitarra principal, guitarra fuzz
- Brian Jones – guitarra rítmica
- Bill Wyman – guitarra bajo
- Charlie Watts – batería

## Cubiertas
The Corpse Grinders hicieron un cover para su álbum de 1984 Valley of Fear . Los March Violets grabada para su álbum de 1987 titulado Some Kind of Wonderful . Los A-Bones grabaron también un sencillo de la canción en 2004. 